# Mistral
Mistral (catalansk: Mestral, græsk: Μαΐστρος, italiensk: Maestrale, maltesisk: Majjistral, korsikansk: Maestral) er en kraftig, kold nordvestenvind i det sydøstlige Frankrig, der blæser langs Rhônedalen og ud i Lionbugten i det nordlige Middelhav. Mistralen blæser med gennemsnitligt 18 m/s og kan nå op på over 36 m/s. Vinden blæser op til 2 til 3 km højde.
Mistralen er mest almindelig om vinteren og i foråret og stærkest ved skiftet mellem de to årstider. 